# Paul McKenna
Paul McKenna född 8 november 1963, är en brittisk hypnotisör, författare och TV-celebritet i Storbritannien. Han har bland annat utvecklat ett viktminskningssystem.